# Eivør Pálsdóttir
Eivør Pálsdóttir, nota anche con lo pseudonimo di Eivør (Syðrugøta, 21 luglio 1983), è una cantautrice faroese.

## Biografia
Eivør è nata a Syðrugøta, Eysturoy, nelle Isole Fær Øer. A 13 anni fece la sua prima perfomance alla tv faroese e nello stesso anno (1996) vinse un contest nazionale. Nel 1999 si unì al gruppo rock Clickhaze.
Dal 2012 è sposata con il compositore faroese Tróndur Bogason, che ha collaborato al suo album Room.

## Carriera
Nel 2000 uscì il suo primo album, Eivør Pálsdóttir. L'album è un misto di ballate faroesi accompagnate da chitarra e basso, con influenze jazz.
Nel 2001 vince con la sua band Clickhaze il Prix Føroyar. L'anno successivo si trasferisce Reykjavík per studiare musica classica e jazz. Un famoso musicista faroese di origine danese, Kristian Blak, la convince a unirsi al gruppo jazz Yggdrasil, con il quale Eivør lancia il primo album nel 2002.
Dopo il suo secondo album da solista, Krákan, riceve nel 2003 tre nomination all'Íslensku tónlistarverðlaunin in più di tre categorie. Viene premiata come miglior cantante e migliore interprete, categorie solitamente conferite solo ad artisti islandesi.
Eivør canta anche nell'orchestra sinfonica faroese. Nel 2004 cantò da solista nell'album di Kristian Blak, Firra.
Il suo album Eivør del 2004, in collaborazione con il canadese Bill Bourne, ebbe un picco di vendite negli Stati Uniti e in Canada. Il contributo di Bourne con la chitarra classica conferì all'album un'atmosfera più americana. Quell'anno fu nuovamente in classifica in Islanda e venne di nuovo nominata all'Íslensku tónlistarverðlaunin insieme a Björk, ma senza esito.
Il 9 febbraio 2004 Eivør fu nominata la Faroese dell'anno 2004 (Ársins føroyingur 2004), la prima persona a potersi fregiare di tale titolo. La motivazione fu che aveva messo le Isole Fær Øer "in una luce positiva con le sue canzoni".

## Discografia

### Album in studio
- Eivør Pálsdóttir (2000)
- Yggdrasil (2002)
- Krákan (2003)
- Eivør (2004)
- Trøllabundin (2005)
- Human Child (2007)
- Mannabarn (2007, versione faroese di Human Child)
- Larva (2010)
- Room (2012)
- Bridges (2015)
- Slør (2015)
- Slør (English Version) (2017)
- Segl (2020)
- ENN (2024)

### EP
- Clickhaze EP (2002)
- Undo Your Mind EP (2010)

### Album dal vivo
- Eivör Live (2009)
- Eivor Live In Tórshavn (2019)

### Singoli
- Undo Your Mind (2010)
- Dansaðu vindur (2013)
- Faithful Friend (2015)
- Remember Me (2015)
- In My Shoes (2017)

### Collaborazioni
- Yggdrasil - nell'album Yggdrasil (2002) e in Live in Rudolstadt (2004)
- Ginman - nell'album The Color of Dark (2014)
- Peter Jensen & The Danish Radio Big Band, The Danish National Vocal Ensemble - nell'album At The Heart Of A Selkie (2016)